# 梅魯阿瓦蒂
梅魯阿瓦蒂（1975年5月25日—），出生於印尼，前女子羽球運動員，曾代表印尼和美國出賽。
梅魯阿瓦蒂曾代表印尼參加1996年和1998年優霸盃。在1996年優霸盃對陣中國隊的決賽上，她出賽第三單打，以11:6、11:2擊敗後來的世界和奧運冠軍張寧。最終印尼隊以4-1贏得冠軍。在1998年優霸盃同樣對陣中國的決賽上，她仍然出賽第三單打，以3:11、6:11輸給戴韞。最終印尼隊以1-4獲得亞軍。在個人項目中，她在1997年的波蘭羽球公開賽贏得女子單打冠軍，並在同年的印尼羽球公開賽獲得女子單打亞軍，僅輸給王蓮香。
梅魯阿瓦蒂後來移居美國。她在2001年、2002年和2003年連續獲得美國全國女子單打冠軍；2001年和2003年獲得女子雙打冠軍。她還在2001年泛美羽球錦標賽中獲得女子單打冠軍。